# 劉月好
劉月好（英語：May Yuet Hiu Lau，1951年—），1996年，由亞洲電視舉辦亞洲小姐參賽者。現時為香港演藝人協會委員。

## 簡歷
在1996年曾以45歲高齡參選亞洲小姐的劉月好，因牽涉一輯裸照事故，遭受取消資格。
在1997年，開始參與電影工作，作品包括《偷情男女》、《行運秘笈》、《玉蒲團之淫行無道》、《玉蒲團之淫行天下》、《黑獄斷腸歌2》、《女男爵》、《圍村有嘢搞搞震》等。
而電視節目方面，則是由有線電視《歡樂性今宵》完成後，已退出娛樂圈。

## 事件
1998年6月，她在尖沙咀寓所內，遭警員懷疑藏毒，強行剝光豬搜身，因此向警察投訴及內部調查科投訴，故此涉事警員作出紀律處分。
其在2007年，她在本港六星級郵輪「亞洲之星」（2005年開航）賭船內賭場消遣和用膳時，疑女荷官的工作態度問題，賭客出言恐嚇聯同一名手下打耳光臉部後，向船員投訴後報警求助，並於早上郵輪靠岸後由救護車送院檢驗，兩名涉嫌打人男子被警方拘捕扣查，列襲擊案處理。
2016年4月1日，當時僅在亞視一段時間的劉月好，接受東網on.cc訪問，向全港和全球地區作出有關「亞洲電視告別一事」別辭。